# Horseshoe Bay (Australia)
Horseshoe Bay – miasto w Australii, w stanie Queensland, nad Oceanem Spokojnym.